# 피에르 퓌제
피에르 퓌제(프랑스어: Pierre Puget, 1620년 10월 16일 – 1694년 12월 2일)는 프랑스 바로크 양식의 화가, 조각가, 건축가이자 엔지니어였다. 그의 조각은 감정, 파토스, 드라마를 표현하여 루이 14세 스타일의 보다 고전적이고 학문적인 조각과 구별된다.

## 생애
피에르 퓌제는 1620년 10월 16일 마르세유의 노동자 계급인 파니에에 있는 석공인 아버지의 집에서 태어났다. 그의 두 형은 석공으로 훈련을 받았고, 그는 목공으로 훈련을 받았다. 그는 14세에 마르세유 조선소에서 건조된 갤리선의 정교한 나무 장식을 조각하면서 경력을 시작했다. 화가로서의 재능도 보였다.

### 이탈리아
1640년 18세의 나이에 그는 도구를 가지고 바다를 통해 마르세유를 떠나 이탈리아의 리보르노로 갔다가 자신을 조각가나 화가로 고용할 아틀리에를 찾아 피렌체로 갔다. 그는 피렌체에서 장식용 패널을 몇 개 조각한 다음 고용주의 좋은 추천과 그의 그림 샘플을 받아 로마로 가서 초기 바로크 양식의 거장 중 한 명인 화가 피에트로 다 코르토나에게 자신을 소개했다. 그는 로마의 바르베리니궁과 피렌체의 피티 궁의 호화로운 천장을 그리는 데 코르토나를 도왔다.

### 마르세유와 툴롱
로마에서 코르토나와 3년을 보낸 후 그는 이탈리아 바로크의 장식적인 맛을 가지고 마르세유로 돌아왔다. 리보르노에서 그는 토스카나 갤리선과 군함의 장식이 화려한 바로크 양식의 그림과 천장에 코르토나가 그린 가상의 배 디자인을 그렸다. 그는 이것을 프랑스 함대의 대제독인 장 아르망 드 마일레 브레제에게 보여주었고, 오스트리아의 안 여왕의 이름을 따서 명명된 새로운 프랑스 군함의 선미를 위한 조각 메달을 디자인하는 임무를 받았다.
1646년 대제독의 죽음으로 그의 첫 번째 해군 장식 작업은 끝났다. 그는 안니발레 카라치와 루벤스 스타일로 주로 종교적인 작품을 그리기 시작했다. 그는 또한 1649년에 툴롱의 새로운 광장을 위한 몇 개의 공공 분수를 만드는 임무를 받았다. 1652년 그는 마르세유 대성당의 세례체를 만드는 일을 맡았다. 1662년부터 1665년까지 그는 마르세유 대성당을 위한 일련의 그림을 그렸다.
그는 화가로 인정을 받았지만, 여전히 낮은 급여를 받았다. 1653년에 그는 코퍼스 도미니 형제단으로부터 두 개의 큰 그림인 클로비스의 세례와 콘스탄티누스의 세례 (지금은 마르세유 미술관에 있음)를 제작하라는 의뢰를 받아 총 140 리브르, 작업의 시간과 양. 그는 1655년 12월에 또 다른 종교 그림인 살바토르 문디를 완성했다. 모두 그는 56개의 그림을 그린 것으로 기록되어 있으며, 그중 19개는 1868년에 아직 존재하는 것으로 기록되어 있다. 1665년 중병과 의사의 조언으로 인해 그는 그림을 완전히 포기했다.
1650년 그는 툴롱에 살고 있었고 그곳에서 결혼했다. 그는 완전히 조각에 관심을 돌렸다. 1655년 그는 툴롱 시청 입구의 조각 장식에 대한 첫 번째 중요한 위임을 받았다. 그는 항구를 향한 새로운 시립 건물에 여전히 존재 하는 근육질 카리아티드에 의해 지지되는 현관을 만들었다. 그는 건물 앞 부두를 따라 배를 내리는 두 명의 근육질 노동자를 모델로 삼았다. 조각품 속 그들의 얼굴과 자세는 어깨에 짊어진 그들의 고군분투를 생생하게 표현했다. 작업은 1657년에 완료되었다. 그는 1,500 리브르를 받았으며, 이에 만족한 시 당국은 200리브르를 추가했다. 그의 작품은 널리 찬사를 받았고 테라코타 사본을 만들어 배포했다. 퓌제는 겸손한 재능을 지닌 화가에서 유명한 조각가로 거듭났다.

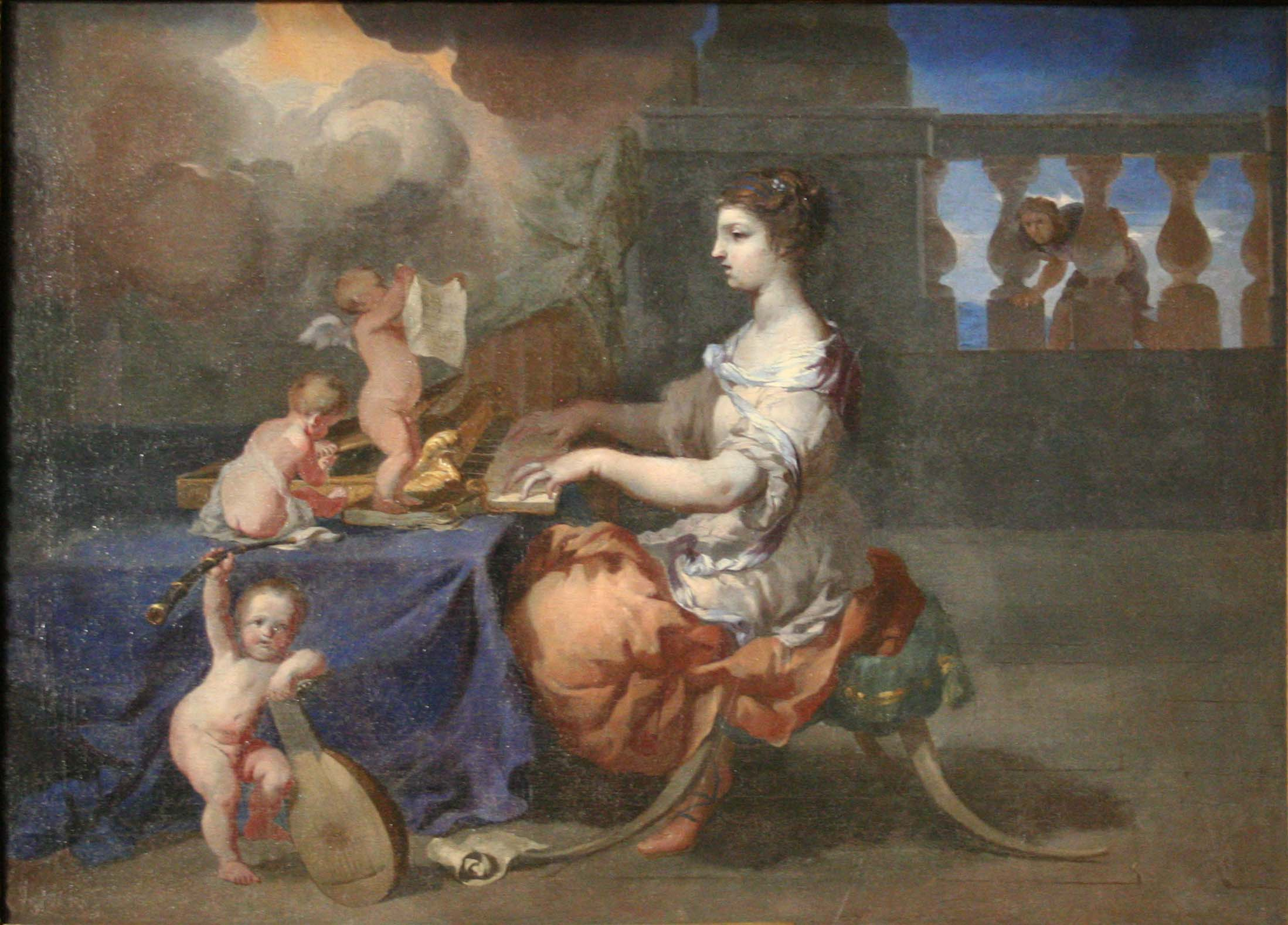
성 세실 (1651), (마르세유 미술관)
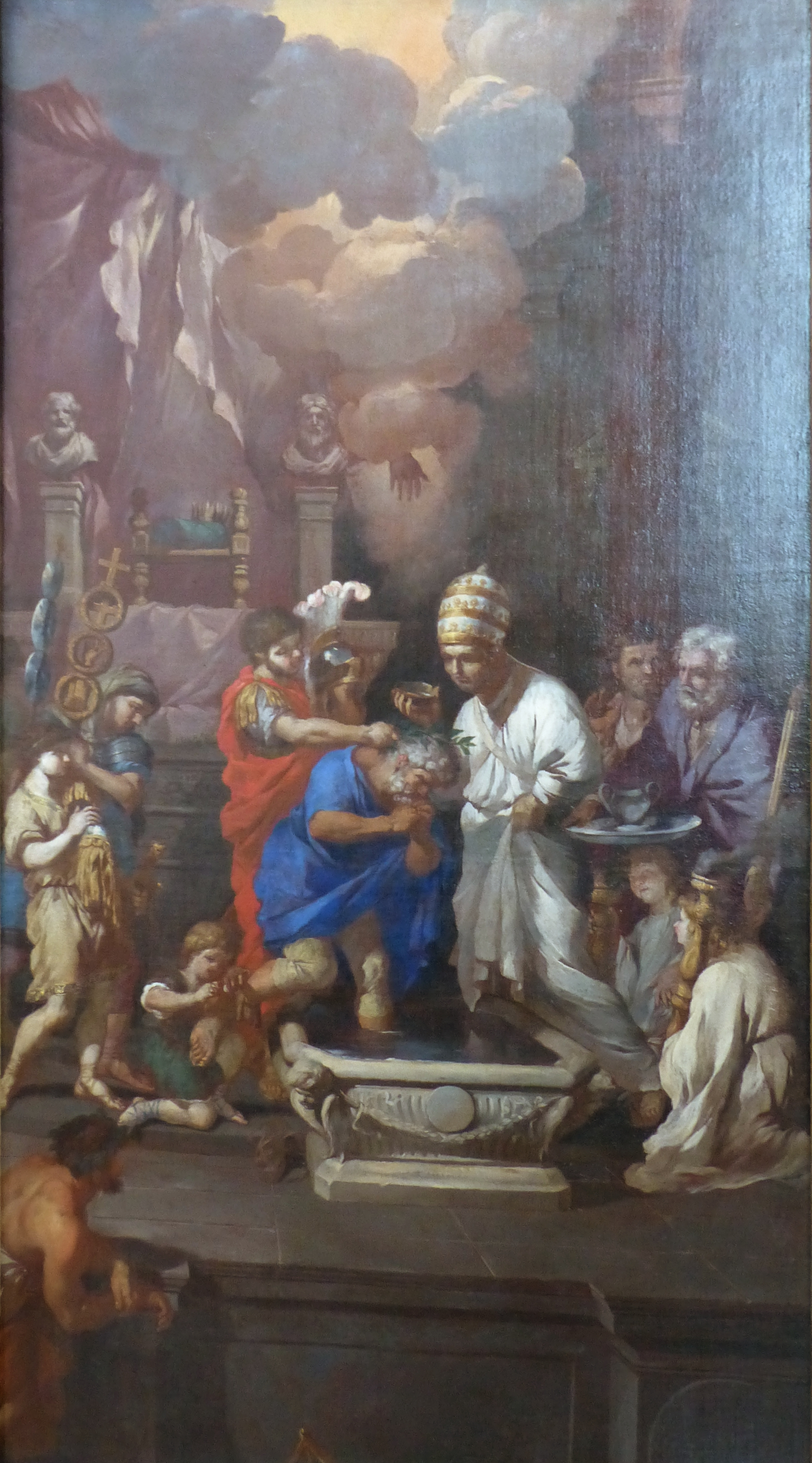
콘스탄티누스의 세례 (1653), (마르세유 대성당 위탁, 현재 마르세유 미술관에 있다.)
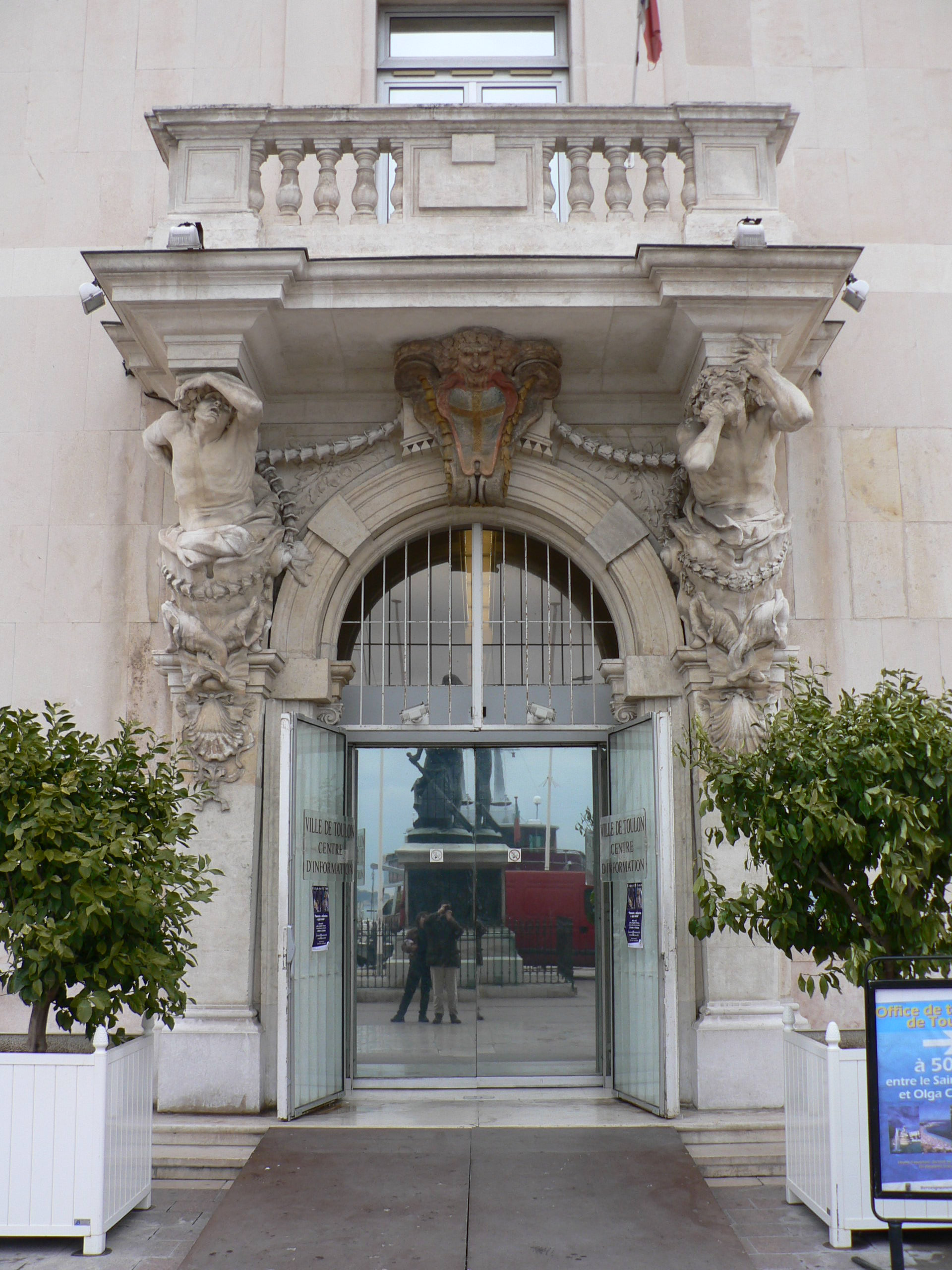
툴롱항의 시청 입구의 카리아티드 (1657)
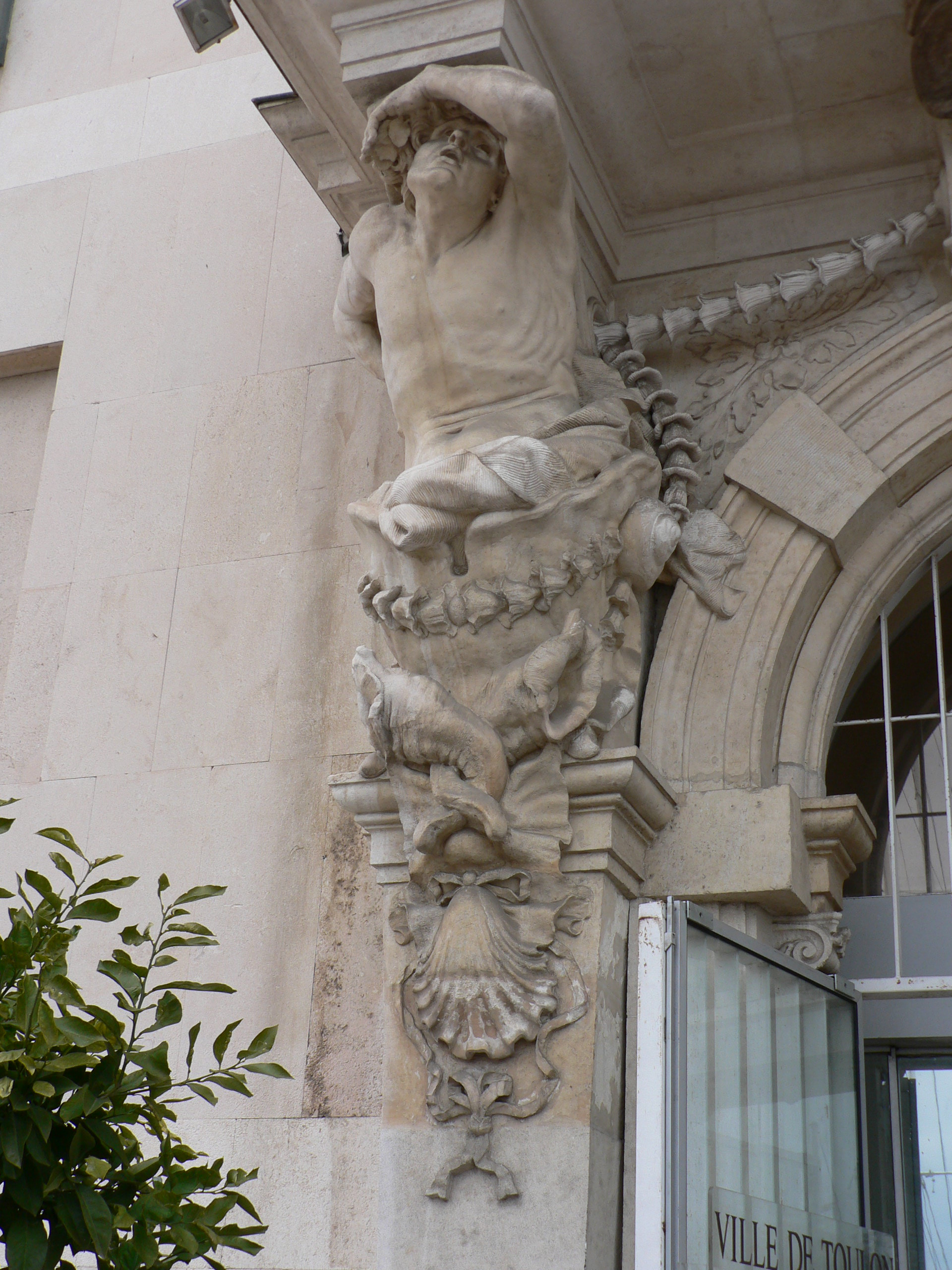
툴롱항의 시청에 있는 카리아티드 (1657)

### 보르비콩트와 제노바
그의 명성은 프로방스 너머로 퍼졌다. 그는 파리에 초대되었고, 지라르댕이라는 귀족으로부터 2개의 동상에 대한 위임을 받았다. 하나는 헤라클레스를 표현하는 것이고, 다른 하나는 지구와 야누스를 대표하는 노르망디의 성이다. 그는 1660년 7월 파리에서 그것들을 완성했다. 그 후 그는 왕의 재정부 장관인 니콜라스 푸케로부터 푸케 개인의 상징이었던 헤라클레스 동상을 포함하여 보르비콩트에 있는 푸케의 새로운 정원을 위한 조각품을 만드는 훨씬 더 중요한 위임을 받았다. 이 조각상은 당시 파리에서 매우 비싸고 거의 사용되지 않은 대리석으로 만들어졌다. 푸케는 최고의 대리석 블록을 직접 선택하여 가져오기 위해 퓌제를 이탈리아의 제노바로 보냈다. 그는 항해를 준비하는 동안 총리 마자랭 추기경의 비서인 장바티스트 콜베르로부터 조각 프로젝트에 대한 여러 제안을 받았지만, 푸케에 대한 의무 때문에 거절했다. 콜베르는 이 경미함을 잊지 않았다.
1660년 푸케는 카라라 대리석 채석장을 방문하여 원하는 대리석을 선택했고, 제노바 선원을 모델로 선택했으며, 제노바에서는 갈리아의 헤라클레스로 알려지게된 동상을 만들었다. 그러나 1661년 9월 5일 푸케는 콜베르가 정부 자금을 유용했다는 이유로 체포되어 투옥되었다. 푸케의 정원을 위해 의뢰된 동상은 나중에 콜베르의 더 소박한 거주지인 쏘성(Château de Sceaux)으로 보내졌다. 지금은 루브르 박물관에 있다.
퓌제은 로마와 제노바를 오랫동안 방문하여 이탈리아에 잠시 머물기로 결정했다. 이탈리아에서 그의 주요 후원자는 이탈리아 귀족 프란체스코 마리아 사울리였다. 이 기간 동안 그의 주요 작품은 성 세바스티안과 주교 알렉산더 파올리를 대표하는 산타 마리아 디 카리냐노 교회의 기둥에 대한 두 개의 기념비적 동상이었다. 1663년에 완공되었으며, 베르니니의 영향을 받았다. 그는 또한 제노바의 알베르고 예배당을 위해 프랑스 후원자인 에마뉘엘 브리뇰을 위해 주목할만한 동상인 원죄 없는 잉태를 만들었다. 제노바 원로원은 그에게 회의실을 칠할 것을 제안했지만, 그는 조각에 모든 관심을 쏟는 것을 거부했다.

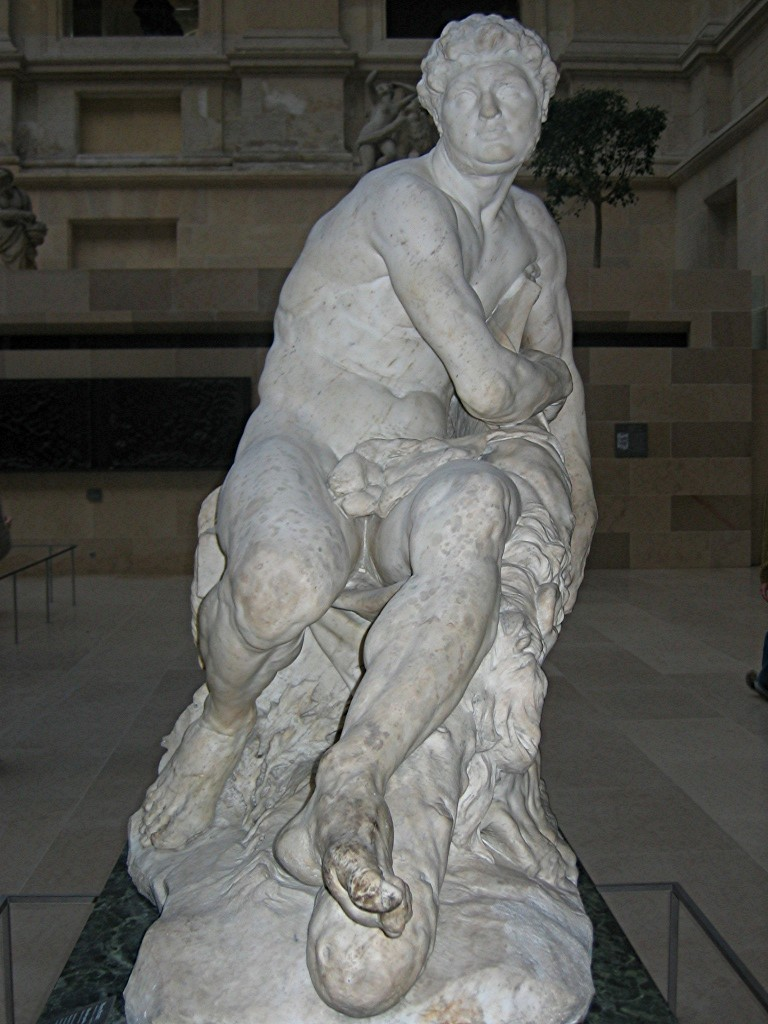
갈리아의 헤라클레스, 원래 푸케를 위해 만들어졌지으며, 루비르 박물관에 있다.
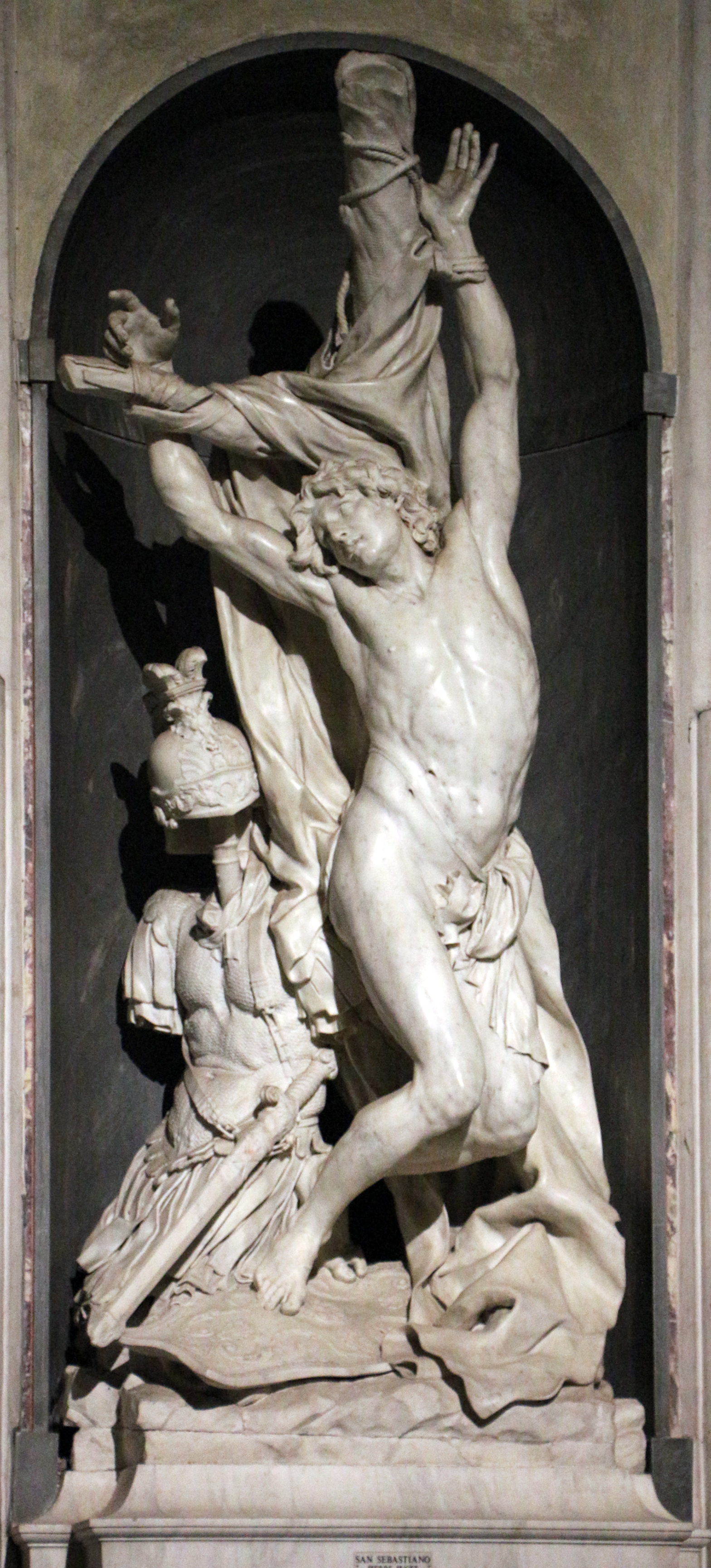
제노바 산타마리아 아순타의 성 세바스찬 (1668)
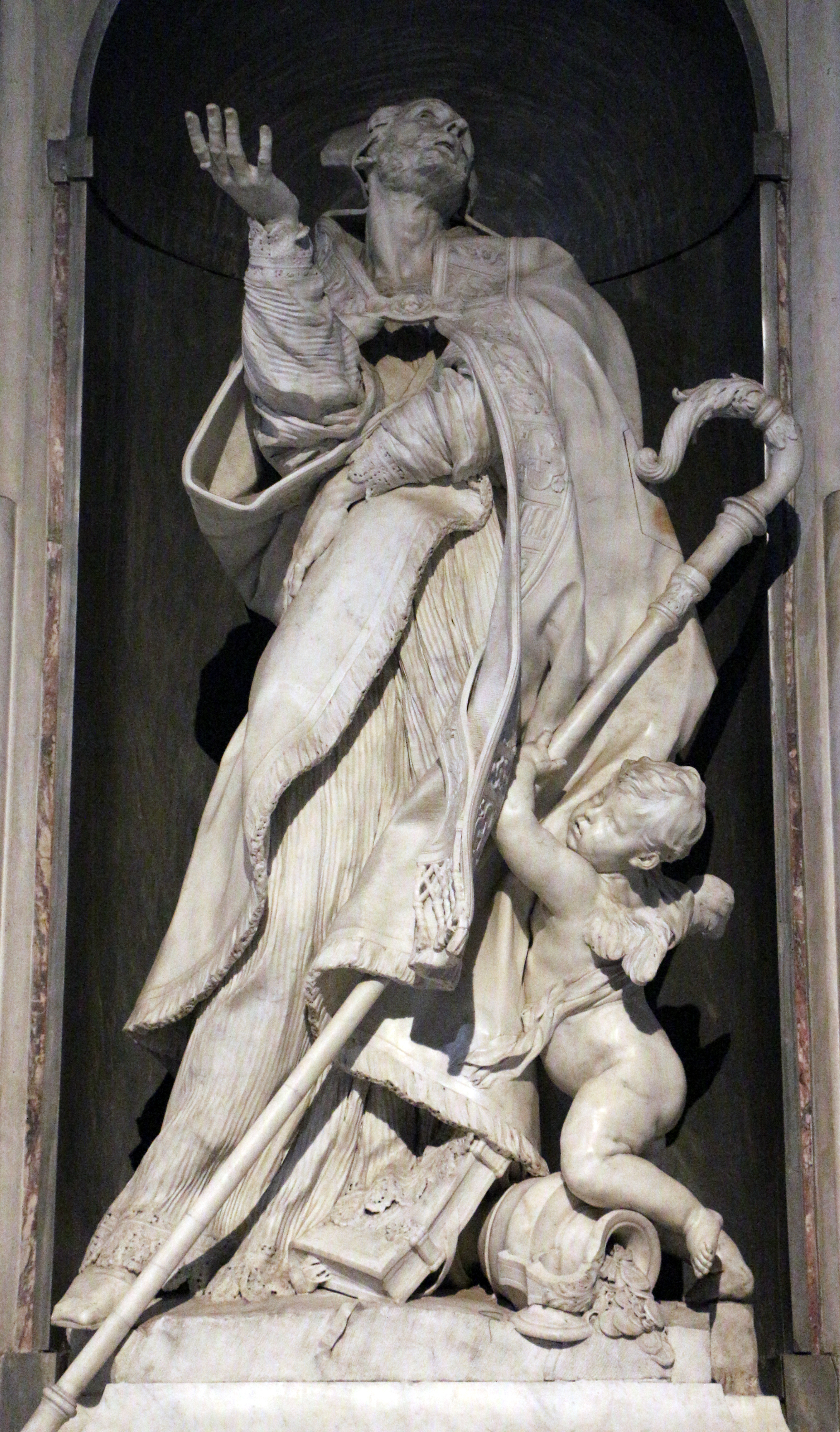
성 알렉산데르 사울리 (1668)

### 툴롱과 마르세유 – 해군 건축
그는 1669년에 프랑스로 돌아와 툴롱과 마르세유를 오가며, 시간을 보냈다. 그는 프랑스 전함 훈장의 직위를 제안받았지만, 수락하기 전에 그는 요구 목록을 콜베르에게 보냈다. 무엇보다도 그는 노동자가 아닌 장교로 간주되어야 한다고 주장했다. 왕의 공식 예술가인 화가 샤를 르브룅과 왕실 조각가 프랑수아 지라르동 보다 디자인에 대한 최종 권한을 갖게 해달라는 말이었다. 이것은 콜베르에게 완전히 받아들일 수 없는 일이었다. 콜베르는 퓌제가 아닌 자라르동에게 프랑스 함대의 새로운 주력함, 로열 루이 장식을 위임했다. 프랑스 함대는 새로운 배가 필요했고 퓌제는 10명의 새로운 병사를 장식하고, 함대 본부를 위한 우아한 새 건물을 설계하는 임무를 맡았다.
퓌제는 툴롱의 다른 조각 및 예술 프로젝트에서 계속 작업했으며, 로르그 교회를 위해 〈처녀와 아이〉의 큰 대리석 그룹을 조각했으며, 툴롱 대성당을 위해 여전히 제자리에 있는 기념비적인 목조 리테이블을 만들었다. 또한 그는 엑상프로방스의 타운 하우스와 마르세유의 여러 시립 건물을 설계했으며, 여기에는 수산시장(아직도 운영 중)과 원래는 거지와 빈곤층을 위한 집이었으나, 현재는 문화 중심지인 라비에 샤리테(La Vieille Charité)가 있다.
해군 건축에 대한 퓌제의 견해는 곧 새로운 요새 국장인 세발리에 드 클레어빌의 견해와 충돌했다. 클레어빌은 퓌제의 모든 계획을 변경하고, 불필요한 장식을 제거했으며, 우아한 새 본사 건물을 거부했다. 퓌제는 콜베르에게 호소했지만, 콜베르는 클레이빌의 편을 들었다. 1669년 말에 퓌제는 휴가를 내고 조선소를 떠나 그의 전통적인 성소인 제노바에서 지금은 성 필립 드 네리 교회의 웅변소에 있는 처녀(1670)를 비롯한 일련의 작품을 남겼다.
1670년 6월 조선소로 돌아온 그는 새로운 장교의 지휘를 받고 자신이 시작한 배의 장식이 다른 사람들에게 주어졌다는 사실을 알게 되었다. 그는 또한 콜베르의 지시에 따라 자신이 한 모든 작업이 샤를 르브룅과 파리의 수석 조각가들의 높은 수준의 승인을 받아야 한다는 것도 배웠다. 그는 디자인하라는 지시를 받은 것만 디자인해야 했다. 게다가, 콜베르는 새로운 주장을 제기했다. 영국 선박은 조각 장식이 거의 또는 전혀 없었으며, 일반적으로 전투에서 승리했다. 따라서 프랑스 선박에도 조각품이 없어야 한다.

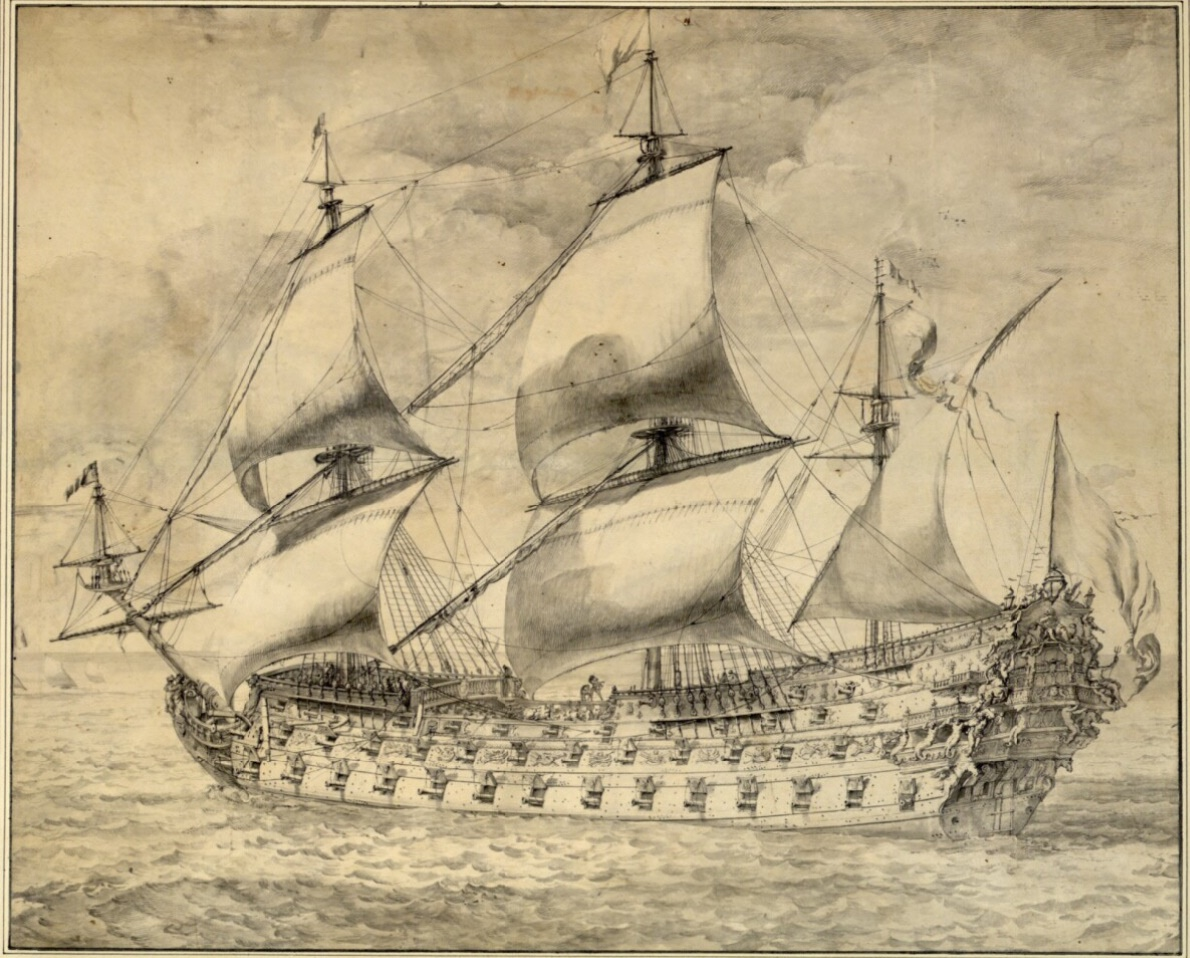
군함 로열 루이, 퓌제가 선미에 조각한 장식을 보여주는 그림을 그렸다.
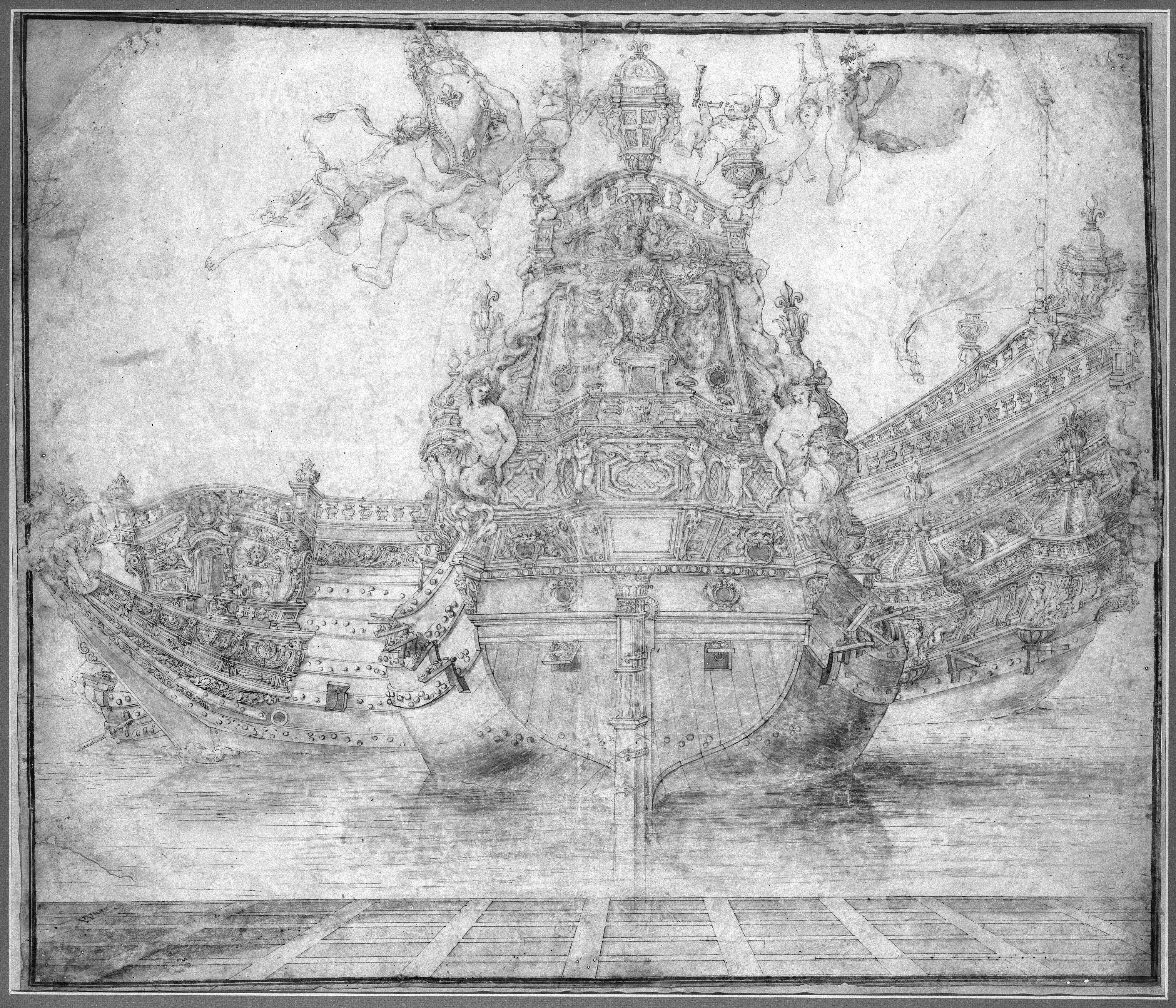
군함의 장식을 위한 디자인

### 마르세유, 건축과 도시 디자인
1672년 해군 병기고에서 더 이상 일을 하지 못한 퓌제는 고향인 마르세유로 돌아갔다. 그의 첫 번째 프로젝트는 새로운 도시 광장과 거리인 생루이 거리와 가나비에르 거리였다. 그것은 제노바의 도시 계획과 건축에서 많은 영감을 얻었고, 파리의 오스만 남작과 나폴레옹 3세의 후기 도시 프로젝트와 소규모로 유사했다. 그는 또한 호텔 드 빌(Hotel de Ville)의 정면을 장식하기 위해 왕의 팔의 해안으로 화려한 조각 명판을 만들었다. 그는 1672년에 완공된 새로운 수산시장을 설계했으며, 아직 사용 중이며, 1679년에 시작된 라비에 샤리테(La Vieille Charité)는 원래 거지와 빈곤층을 위한 집이었으며, 현재는 문화 중심지이다. 또한 바로크 양식의 맨션인 호텔 데귀(Hotel d'Aiguilles, 1675)를 포함하여 엑상프로방스의 타운하우스를 설계했다.

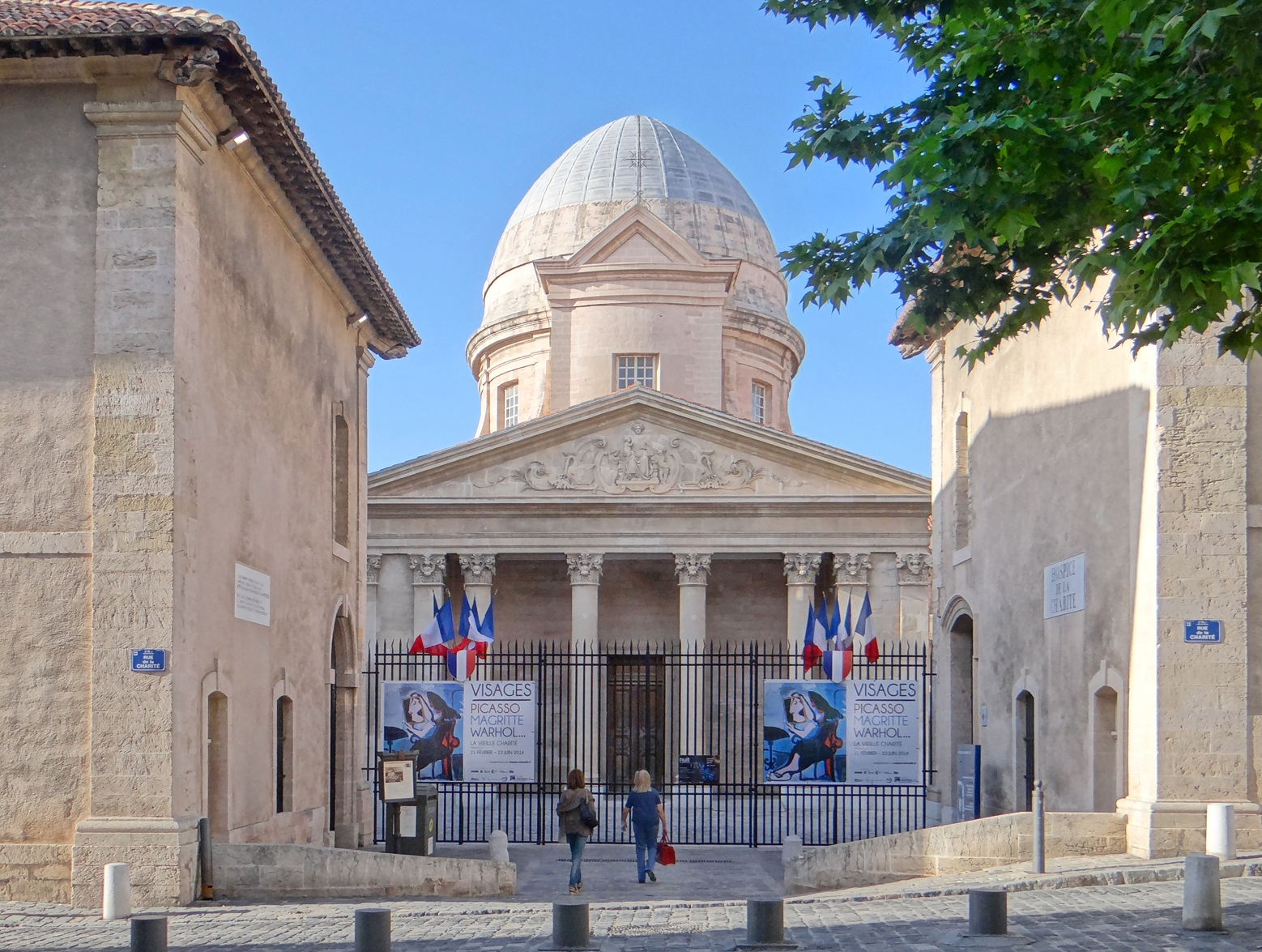
마르세유의 비에 샤리테, 거지와 빈자들을 위한 집 (1671년 시작)
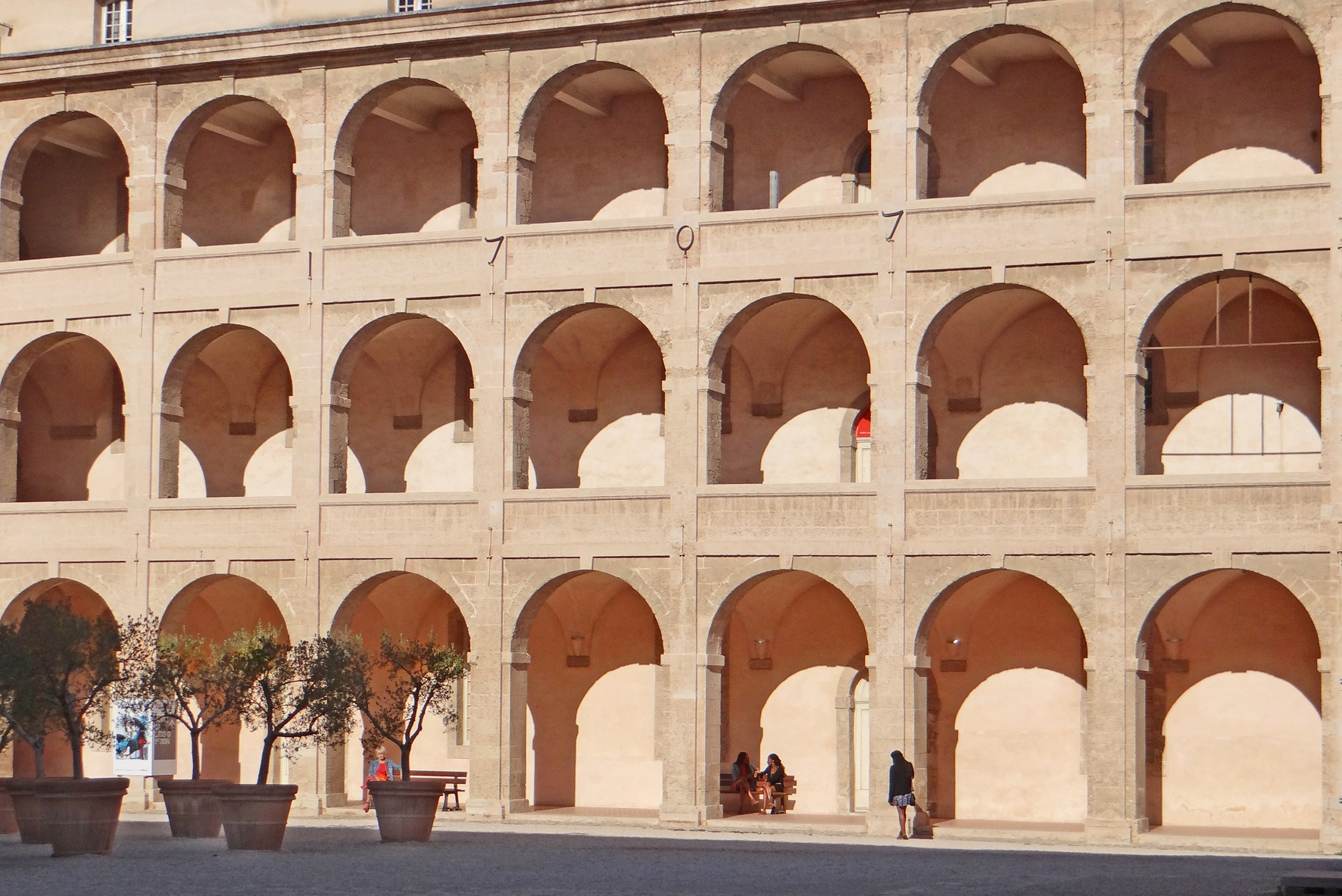
마르세유의 비에 샤리테 (1671년 시작)
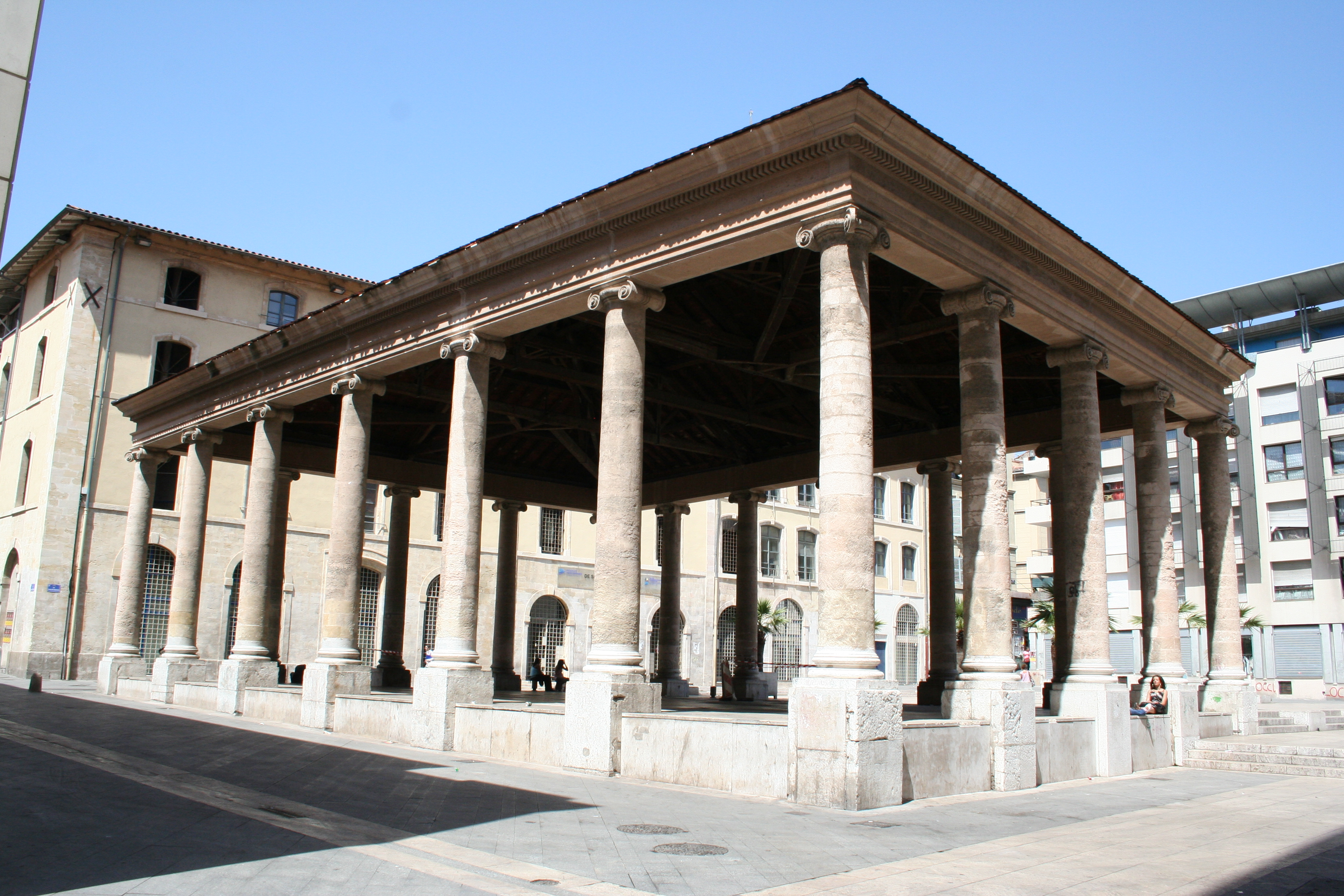
어시장인 퓌제홀